# Adhemar Pimenta
Adhemar Pimenta (moderne Schreibweise Ademar ~, * 12. April 1896 in Rio de Janeiro; † 26. August 1970 ebenda) war ein brasilianischer Fußballtrainer und Sportjournalist. Er führte Brasilien bei der Weltmeisterschaft 1938 zum dritten Platz und bei den Südamerikameisterschaften 1936 und 1942 zum zweiten bzw. dritten Platz. Den Madureira AC führte er 1936 zur Vizemeisterschaft von Rio de Janeiro. Die bedeutendsten Vereine, die er trainierte, waren Anfang der 1940er Jahre der Botafogo FC und der FC Santos. In späteren Jahren war er als Sportjournalist bei mehreren Radiostationen in Rio de Janeiro tätig und berichtete dabei unter anderem von der Weltmeisterschaft 1966.

## Karriere

### Ausbildung und Erfahrungen als Fußballer
Ademar Pimenta erfuhr seine Ausbildung am angesehenen Colégio Pedro II in São Cristóvão im Norden von Rio de Janeiro. Er studierte Rechtswissenschaften.
Nachdem er als 14-Jähriger für die Fußballmannschaft des Colégio Pedro II antrat, spielte er später für mehrere kleine Vereine in Rio wie Palmeiras, Atlantic und Mangueira. Ende der 1920er Jahre, heißt es, spielte er auch für die in Rio erstklassige Mannschaft des America FC. Später war er technischer Direktor bei der AMEA, einem der beiden nach einem Schisma in den 1920er Jahren etablierten Fußballverbände von Rio.

### Erste Stationen als Trainer
Seine Trainerlaufbahn begann er im August 1934 beim Bangu AC im Westen von Rio de Janeiro, der in der durch ein erneutes Schisma aufgeteilten Fußballwelt von Rio für den dem Amateurismus verpflichteten Verband FMD antrat, während sich zahlreiche andere Vereine in der Liga Carioca de Futebol organisierten. Pimenta trat auch persönlich in jener Zeit für den Amateurismus ein. Bei Bangu blieb er als kompetent aber nicht wunderwirkend in Erinnerung.
1935 betreute er zudem, gemeinsam mit Harry Welfare und Adelio Martins die Auswahl von Rio de Janeiro, damals der Bundesdistrikt bei der damals wichtigen Brasilianischen Meisterschaft der Bundesstaaten die damals im Allgemeinen als Brasilianische Meisterschaft bekannt war.
1936 übernahm er das Training des Madureira AC im Norden von Rio, der ebenso in der FMD spielte. Dort gelang ihm sogleich ein Achtungserfolg, als er mit der Mannschaft das „Torneio Inicio“, einem alljährlich zu Saisonbeginn an einem Tag abgehaltenen Blitzturnier, gewann. Er bestätigte den Erfolg mit der Vizemeisterschaft desselben Jahres. In den Entscheidungsspielen um den Titel im Dezember gegen den CR Vasco da Gama gewann Madureira das erste Spiel mit 1:0 und verlor das zweite mit 1:2. Durch ein weiteres 1:2 im dritten Spiel im März 1937 ging der Titel schließlich an Vasco.
Nach den ersten beiden Spielen gegen Vasco wurde er mit der Leitung der Nationalmannschaft bei der Südamerikameisterschaft 1937 betraut, die vom Dezember 1936 bis Februar 1937 in Buenos Aires abgehalten wurde. Nach den regulären Spielen des Turniers lag Brasilien mit Argentinien nach Punkten gleichauf. Das daher notwendige Entscheidungsspiel verlor Brasilien mit 0:2 nach Verlängerung gegen die Gastgeber in einer von widrigen Umständen geprägten Partie, die zweimal wegen Unruhen unterbrochen wurde. Brasilien musste bei diesem Turnier auf den damals bei den Boca Juniors spielenden Verteidiger Domingos da Guia und den Stürmerstar Leônidas da Silva verzichten.
Im weiteren Verlauf des Jahres wurde Pimenta Trainer des São Cristóvão AC, bei dem er bis 1938 verblieb. Mit dem Verein nahm er an der Meisterschaft der mittlerweile unter dem Schirm der LFRJ vereinigten, allgemein professionellen Meisterschaft von Rio teil, wo er 1937 den vierten Platz belegte. Im kommenden Jahr reichte es nurmehr zum vorletzten Rang unter neun Teilnehmern. Ende 1938 begab sich São Cristóvão auf eine Auslandsreise und unterlag er in Argentinien bei den Newell’s Old Boys mit 2:4 und in der chilenischen Hauptstadt Santiago beim Spiel zur Eröffnung des neuen Estadio Nacional de Chile gegen CSD Colo-Colo mit 3:6.

### Weltmeisterschaft 1938

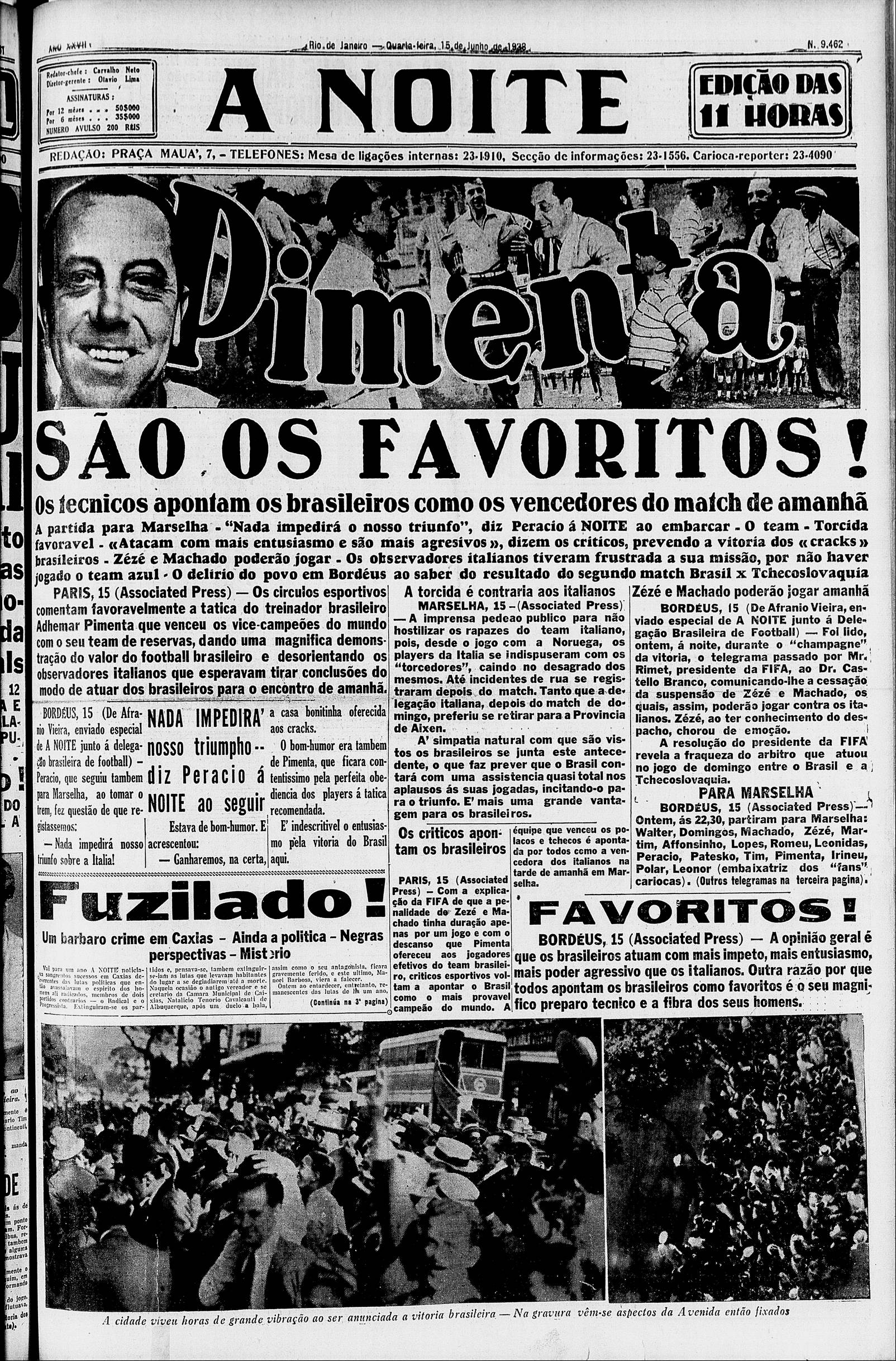
Pimenta - Wir sind Favoriten! Vor dem Halbfinale gegen Italien

Er betreute Brasilien auch bei der Weltmeisterschaft 1938 in Frankreich. Eine Novität stellte das 30-tägige Trainingslager in Caxambú in Minas Gerais, das damals eine recht beschwerliche 14-stündige Reise von Rio de Janeiro entfernt war, vor dem Turnier dar, in welchem aber Wein, Weib und Kartenspiel, alles unter reger Beteiligung von Pimenta, durchaus auch auf der Tagesordnung waren.
Beim Turnier selbst gewann Brasilien nach Verlängerung gegen Polen um Torjäger Ernst Wilimowski mit 6:5 nach Verlängerung. Gegen den Vizeweltmeister Tschechoslowakei um Torwart František Plánička und Oldřich Nejedlý setzte sich Brasilien erst nach einem ruppigen Entscheidungsspiel in dem Leônidas da Silva, der mit acht Treffern zum Torschützenkönig des Turniers wurde, sich verletzte, durch. Im Halbfinale verlor die ausgelaugte, ersatzgeschwächte Seleção schließlich nach einem dämlichen Elfmeter der von Domingos da Guia verursacht wurde, mit 1:2 gegen den Titelverteidiger Italien. Am Ende gewann Brasilien das Spiel um den dritten Platz gegen Schweden mit 4:2.
Nach dem Turnier wurde Pimenta mit zahlreicher Kritik – manche zu Recht, manche nicht – bedacht. Ein Kritikpunkt war, dass sich Pimenta nicht des modernen WM-Systems bediente, sondern ein althergebrachtes 2-3-5 spielte, wenngleich in einer ähnlichen Interpretation wie das metodo des italienischen Trainers Vittorio Pozzo. Viele meinten, dass das WM-System mit dem dritten Verteidiger, das Izidor Kürschner, der auch in der frühen Vorbereitung der Brasilianer involviert war, ab 1937 erstmals bei CR Flamengo in Brasilien einbrachte, den Brasilianern ob der zehn Gegentore in fünf Spielen Gegentore gut getan hätte. Aber dann, gerade der dritte Verteidiger war es, der Kürschner bei großen Teilen der Sportpresse von Rio, allen voran Ary Barroso (als Sportjournalist einer der Demiurgen des Gewerbes jener Zeit, als Musiker Autor des Welterfolges Aquarela do Brasil), großen Widerstand einbrachte. João Saldanha, Spieler in den 1940ern, später Nationaltrainer, der aber vor allem als Sportjournalist zu Bedeutung gelangte, meinte in einer Nachbetrachtung verständnislos: „Wir spielten bei der Weltmeisterschaft 1938 mit zwei Verteidigern, nachdem die Abseitsregel schon dreizehn Jahre vorher modifiziert wurde.“

### Spätere Trainerpositionen
1939 kehrte er noch einmal zu Madureira zurück. Im September wurde er von der Federaçäo Pernambucana de Desportos als Trainer der Staatsauswahl von Pernambuco für die Meisterschaft der Bundesstaaten angeheuert, wo er allerdings im Halbfinale in Rio gegen die Gastgeber unterlag.
1940 wurde er vom Botafogo FC als Nachfolger des mittlerweile dort gefeuerten Kürschner angeheuert, konnte aber dort auch keine großen Träume erfüllen und wurde 1943 durch Carvalho Leite ersetzt.
Von Januar bis Februar 1942 war er zudem erneut am Ruder der Nationalmannschaft, die er durch die Südamerikameisterschaft von 1942 in Montevideo führte, wo Brasilien hinter dem Gastgeber Uruguay und Argentinien Dritter wurde.
Im Januar 1943 folgte nach seinem Aus bei Botafogo ein Engagement beim Santos FC, wo er allerdings bereits im Mai 1943 nach Auseinandersetzungen mit Spielern wieder gehen musste. Im Juli hatte er einen kurzen Aufenthalt beim Bonsucesso FC in Rio de Janeiro. Von August bis November war er Trainer der Staatsauswahl von Minas Gerais. 1945 und 1947 folgten noch einmal Stationen bei Bonsucesso und São Cristóvão.
Denkwürdig kurz war seine letzte Trainerposition beim America FC in Rio. Dort leitete er nur das Training am 29. September 1948, ehe eine in vereinsinternen Wirren herbeigebrachte neue Vereinsführung seinen Vertrag widerrief.

### Sportjournalist
Nachdem er bereits 1940 einmal bei Radio Nacional gearbeitet hatte, war er ab 1948 bei der Station Emissora Continental und in der Folge bei Radio Clube do Brasil in Rio tätig, wo er insbesondere als technischer Kommentator bei Live-Übertragungen wirkte. Besonders langfristig war sein Engagement bei Radio Mauá, wo er zuletzt von der Weltmeisterschaft 1966 in England berichtete. Während der Berichterstattung vom Finale zwischen Deutschland und England musste er sich ärztlich behandeln lassen.
Nach seiner Rückkehr nach Rio zog er sich gesundheitlich angeschlagen von seiner journalistischen Arbeit zurück. Adhemar Pimenta, der zuletzt in einem Appartement in Botafogo wohnte, verstarb kurz nach dem brasilianischen Weltmeisterschaftstriumph im Mexiko am 26. August 1970 in einem Krankenhaus im Zentrum von Rio de Janeiro im Alter von 74 Jahren. Er wurde auf dem Friedhof von Inhaúma im Norden von Rio de Janeiro beigesetzt.